# Sølvdaasen
Sølvdaasen eller Sølvdaasen med Juvelerne er en dansk stum dramafilm fra 1910 produceret af Nordisk Filmskompagni. Filmens instruktør er ukendt.

## Handling
Denne artikel mangler et handlingsreferat. Hjælp os med at skrive det.

## Medvirkende
- August Blom
- Einar Zangenberg
- Alfi Zangenberg
- H.C. Nielsen
- Holger Rasmussen
- Sofus Wolder